# هانس بنینگر
هانس بنینگر  (انگلیسی: Hans Bänninger; ۱۷ مارس ۱۹۲۴ – ۲۲ اوت ۲۰۰۷) ورزشکار هاکی روی یخ اهل سوئیس بود.
وی در مسابقات کشوری و بین‌المللی در مجموع برندهٔ ۱ مدال برنز شده‌است.